# CatDog en het Grote Oudermysterie
CatDog en het Grote Oudermysterie is een film uit 2001 en is de enige televisiefilm van de Nickelodeon-animatieserie CatDog.

## Plot
Het is het Nabijburg ouderfestival en CatDog voelt zich buitengesloten, dus wil Dog hun ouders zoeken. Tijdens de reis naar hun ouders hebben ze te maken met aliens, "hillbillies" en brand. Als ze dan eindelijk bij hun ouders zijn, vertellen ze dat ze niet weten wie CatDogs echte ouders zijn, want ze zijn bij deze ouders terechtgekomen uit een tornado. Als ze terug in Nabijburg zijn, zijn ze een grote blije familie.

## Cast
- Carlos Alazraqui - Winslow
- Jim Cummings - Cat
- Tom Kenny - Dog, Cliff
- Jane Krakowski - CatDogs moeder, Pussycat Catfield
- Dwight Schultz - Eddie
- Billy Bob Thornton - Hound Dog McDog, CatDogs stiefvader
- Frank Welker - Bessie het zeemonster